# Drogo van Terwaan
Drogo van Terwaan (gestorven: 1078) was bisschop van Terwaan vanaf 1030 tot aan zijn dood in 1078. Drogo speelde een belangrijke rol in de Godsvredebeweging in Henegouwen. Gezamenlijk met graaf Boudewijn VI verkondigde hij 1063 de Godsvrede in zijn diocees.